# Чукша (Фалёнский район)
Чукша — деревня в Фалёнском районе Кировской области России.

## География
Деревня находится в восточной части Кировской области, в подзоне южной тайги, на левом берегу реки Суны, на расстоянии приблизительно 37 километров (по прямой) к юго-западу от посёлка городского типа Фалёнки, административного центра района. Абсолютная высота — 155 метров над уровнем моря.
Климат
Климат характеризуется как континентальный, с продолжительно холодной многоснежной зимой и умеренно тёплым летом. Среднегодовая температура составляет 1,3 °C. Средняя температура воздуха самого тёплого месяца (июля) — 17,8 °C; самого холодного (января) — −14,7 °C. Среднегодовое количество атмосферных осадков составляет 555 мм. Снежный покров образуется в первой декаде ноября и держится в течение 162 дней.

## История
В «Списке населенных мест Российской империи», изданном в 1876 году, населённый пункт упомянут как казённая деревня Чуршинское (Чукша) Слободского уезда (2-го стана), при реке Суне, расположенная в 124 верстах от уездного города Слободской. В деревне насчитывалось 26 дворов и проживало 195 человек (96 мужчин и 99 женщин).

В 1926 году население деревни составляло 221 человек (106 мужчин и 115 женщин). Насчитывалось 41 хозяйство (все крестьянские). В административном отношении Чукма входила в состав Клюкинского сельсовета Косинской волости Слободского уезда.

## Население
| 2010 |
| ---- |
| 64   |

Половой состав
По данным Всероссийской переписи населения 2010 года в гендерной структуре населения мужчины составляли 51,6 %, женщины — соответственно 48,4 %.
Национальный состав
Согласно результатам переписи 2002 года, в национальной структуре населения русские составляли 100 % из 97 чел.